# Heinz Fischer
Heinz Fischer (pronunciació alemanya: [haɪnts ˈfɪʃɐ] ( escolteu-ho); Graz, 9 d'octubre de 1938) és un polític austríac, que va ser President de la República d'Àustria, del 2004 al 2016.

## Infància i estudis
Va néixer el 9 d'octubre de 1938 a Graz, una ciutat austríaca situada al sud-est del país. Va graduar-se a l'Institut de Batxillerat Humanístic de Viena, el 1956 va cursar estudis de ciències jurídiques i polítiques a la Universitat de Viena, on va doctorar-se el 1961. Fill de dos coneguts esperantistes, Heinz Fischer és membre de la Aŭstria Socialista Ligo Esperantista.

## Política
Entre 1963 i 1975, va ser Secretari de la fracció parlamentària del Partit Socialdemòcrata d'Àustria. Va ser diputat al Consell Nacional (1971-2004), i President del consell nacional (1990-2004). Va ser Ministre Federal de Ciències i Investigació (1983-1987).
El 25 d'abril del 2004 va ser elegit President de República Austríaca.
Fischer és el co-editor de la revista austríaca de ciències polítiques Journal für Rechtspolitik i de l'Horitzó Europeu.
Fischer també és autor de nombrosos llibres i publicacions, per exemple "Die Kreisky-Jahre" o "Reflexionen" (Una autobiografia).